# Магнетно једро
Магнетно једро или Магсејл (magsail) je облик погона свемирских летелица код којих се користи статично магнетно поље које одбија наелектрисане честице са Сунца као што је плазмени ветар, и тако ствара силу којом покреће летелицу. Магнетно једро се може покретати и директно помоћу планетарних и соларних магнетосфера.

## Принципи рада и конструкција
Магнетно једро функционише тако што ствара отпор локалном медијуму (планетарним магнетним пољима, соларном ветру, међузвезданом ветру) и тако убрзава летелицу до неупоредиво већих брзина, у односу на фузионе ракете или соларне једрењаке погоњене ласерима. Таква конструкција би могла да успори чак и из релативистичких брзина - без коришћења бродског горива. 
У стандардном моделу магнетног једра, магнетно поље се ствара преко прстенова суперпроводљиве жице. Како прстенови индукују сопствено магнетно поље када кроз њих протиче струја тако што стварају радијалну силу на спољашњост кружнице, једро би се могло одмотати само обичним пропуштањем струје.

### Пример соларног ветра
Сунчев ветар је континуирани ток плазме, која тече са Сунца и у близини Земљине орбите садржи неколико милиона протона и електрона по кубном метру који се крећу брзинама од 400 до 600 km/s. Магнетно једро ствара своје магнетно поље у овом току плазме, које скреће ове честице са њихове путање, честице тако предају свој импулс једру, и тако се ствара потисак. Предност магнетних и соларних једра у односу на хемијске или јонске реакционе погоне је да није потребно носити гориво у летелици.

За једра у соларном ветру на удаљености од једне АЈ од Сунца, снага поља потребног да би се створио отпор динамичком притиску соларног ветра је 50 nT. Зубрин је предложио магнетно једро које би створило балон пречника од 100 km у коме би долазило до скретања јона сунчевог ветра, помоћу обруча пречника 50 km. Минимална маса таквог калема, која је ограничена затезном чврстоћом материјала, би била око 40-44 тона, и стварала би потисак од 70 N, дајући тако однос маса/сила потиска од 600 kg/N. Уколико би се једро користило унутар соларног система, морало би да користи високо температурне суперпроводљиве жице како би магнетно једро било практично. У међузвезданом простору конвенцијални суперпроводници би били кориснији.
Принцип рада магнетног једра које користи ветар плазме је аналоган принципу рада соларног једра које користи притисак електромагнетног зрачења фотона са Сунца. Иако честице сунчевог ветра имају масу мировања а фотони немају, сунчева светлост има хиљаду пута већи импулс од сунчевог ветра. Стога би магнетно једро морало да одбија сразмерно већу површину соларног ветра како би било упоредиво са соларним једром за исти потисак. Ипак, није потребно да има исту масу као и сунчево једро, зато што се соларни ветар уместо од великог физичког једра одбија од магнетно поље. Конвенционални материјали за соларна једра имају однос масе по површини од 7 g/m2, и тако ствара притисак од  0,01 mPa на 1 АЈ (150.000.000 km). Тако се добија однос маса/сила потиска од најмање 700 kg/N, слично магнетном једру, занемарујући остале потребне компоненте.
Соларна и магнетна једра добијају силу потиска која опада са квадратом удаљености од Сунца.
Када се налази у близини планете са снажном магнетосфером као што је Земља или неки гасни џин, магнетно једро може да постигне додатни потисак услед интеракције са магнетосфером а не соларним ветром, и због тога се може показати ефикасним.

## Режими рада

### У  ветру плазме
Када је магнетно једро далеко од планетарних магнетосфера, магнетно једро приморава путање позитивно наелектрисаних протона из соларног ветра да се закриве помоћу магнетног поља. Промена импулса протона би потискивало магнетно поље, а тиме и сам калем.
Уколико се магнетно једро окрене за неки угао у односу на соларни ветар, наелектрисане честице се одбијају на једну страну, и магнетно једро је погурано бочно. Ово значи да би могло да би путању могао да прилагоди већини орбита.

### Унутар планетарне магнитосфере
У унутрашњости планетарних магнетосфера, магнетна једра добијају потисак услед одбијања од планетарно магнетно поље, поготово у орбити која пролази преко магнетних полова планете.

### Међузвезданo путовање
Међузвездани простор садржи веома мале количине водоника. Једро које се брзо креће би јонизовало водоник убрзавајући електроне у једном правцу и супротно наелектрисане протоне у супротном правцу. Енергија потребна за јонизацију и циклотронско зрачење би потицала од кинетичке енергије саме летелице, тако је успоравајући. Циклотронски зрачење од убрзавања честица би било лако детектовано у опсегу радио фреквенција.  